# Ronald Colman
Ronald Colman (født 9. februar 1891, død 19. maj 1958) var en engelsk skuespiller.

## Udvalgt filmografi
- Stella Dallas (1925)
- Lady Windermere's Fan (1925)
- Beau Geste (1926)
- To byer (1935, efter romanen af Charles Dickens)
- Lost Horizon (1937)
- Fangen på Zenda (1937)
- Random Harvest (1942)
- A Double Life (1947, Oscar for bedste mandlige hovedrolle)
- Jorden rundt i 80 dage (1956)